# المعموق (حبيش)

تعديل مصدري - تعديل

المعموق محلة تابعة لقرية ذي دومان، التابعة لعزلة بني معين بمديرية حبيش إحدى مديريات محافظة إب في الجمهورية اليمنية، بلغ تعداد سكانها 46 حسب تعداد اليمن لعام 2004.